# Ortley
Ortley est une municipalité américaine située dans le comté de Roberts, dans l'État du Dakota du Sud.
La localité est fondée en 1906 sous le nom d'Anderson, du nom de l'un de ses premiers commerçants. Elle est par la suite renommée Ortley, en l'honneur d'un amérindien.
Elle est située dans la réserve indienne de Lake Traverse.

## Démographie
| 1910 | 1920 | 1930 | 1940 | 1950 | 1960 |
| ---- | ---- | ---- | ---- | ---- | ---- |
| 192  | 187  | 157  | 184  | 144  | 127  |

| 1970 | 1980 | 1990 | 2000 | 2010 | - |
| ---- | ---- | ---- | ---- | ---- | - |
| 111  | 80   | 63   | 54   | 65   | - |

Selon le recensement de 2010, Ortley compte 65 habitants. La municipalité s'étend sur 2,24 milles carrés (5,8 km2).